# Syndrome du choc acoustique

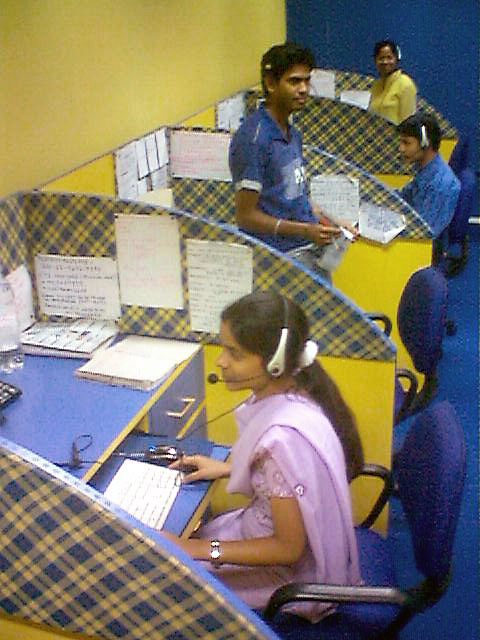
Le syndrome du choc acoustique a été mis en évidence dans les centres d'appel téléphonique.

Le syndrome du choc acoustique fait suite à de nombreuses pathologies auditives observées avec la croissance des centres d’appels téléphoniques,.
Il ne faut pas confondre ce syndrome avec un traumatisme sonore qui exige une exposition à des sons plus forts et sur une plus longue durée.

## Définition
L’International Telecommunications Union European Transmission Standards Institute (ITUETSI) définit le choc acoustique comme : « Toute perturbation temporaire ou permanente du fonctionnement de l’oreille ou du système nerveux auditif pouvant être causé à l’utilisateur par une élévation brutale et inattendue de la pression acoustique du système de télécommunication ». Le bruit responsable, dénommé « incident acoustique » (IA), peut être un sifflement, un larsen ou une sonnerie de fax,.

## Épidémiologie
Il n'existe que très peu de données sur ce syndrome. Une étude conduite en Australie sur 16 000 employés de centres d’appels téléphoniques a recensé 103 cas entre 1994 et 1996. Parmi eux, 89 % était des femmes et 11 % des hommes, en tenant compte du fait que 74 % des employés sont des femmes dans les centrales d'appel.
En France, le phénomène semble être apparu à partir de 2008, où il touche de nombreux centres d'appel. Près de 600 cas ont été recensés en trois ans.
Ce syndrome pourrait toucher d'autres métiers ou d'autres sources mais ils ne sont pas encore documentés. Par exemple, le Hearing journal d'août 2008 rapport l'expérience d'une femme de 49 ans ayant été surprise par un baiser énergique de sa fille sur son oreille. Cette femme a développé toute une série de symptômes évocateurs du syndrome du choc acoustique avec une hyperacousie associée.

## Causes
Une dysfonction du  muscle tenseur du tympan, le syndrome tonique du muscle tenseur du tympan, a été suggérée dans les premières publications scientifiques rapportant le trouble. Des chercheurs français qui rapportent le cas d'un patient suggèrent que les symptômes peuvent résulter d'une boucle impliquant les muscles de l'oreille moyenne, des processus inflammatoires périphériques (activation et sensibilisation du nerf trijumeau, activation du système nerveux autonome) et des réactions du système nerveux central. 

## Signes cliniques
Les symptômes comprennent : otalgie, audition altérée, la plénitude sonore, déséquilibre, acouphènes, hyperacousie, aversion ou même peur des bruits forts, et l'anxiété et/ou dépression,.
| Symptômes                                 | Fréquence |
| Otalgie (douleurs au niveau de l'oreille) | 95 %      |
| Acouphènes                                | 50 %      |
| Trouble de l'équilibre                    | 48 %      |
| Hyperacousie                              | 32 %      |
| Céphalée                                  | 30 %      |
| Sensation de plénitude auditive           | 18 %      |
| Perte auditive                            | 18 %      |

Généralement les symptômes se déclenchent après un incident acoustique mais sont de courte durée ; pour certains, ils peuvent devenir chroniques et invalidants. Dans ces cas, il s'agit souvent d'acouphènes chroniques ou d'hyperacousie chronique ( les bruits normaux de la vie causent des douleurs ou des acouphènes)[réf. nécessaire]. 
C'est une erreur que de croire que le choc acoustique est du à un son trop violent. En réalité, il est dû à l'accumulation de temps passé au téléphone. Il se déclare lors d'un bruit plus agressif qui n'est en réalité que la goutte d'eau qui fait déborder le vase. Il se prépare très progressivement au fil des journées passées au téléphone (pendant des mois ou des années). C'est pour cette raison qu'il touche les employés de centres d'appels téléphoniques[réf. nécessaire].

## Reconnaissance
Ce syndrome est quasiment inconnu du corps médical en France mais il est reconnu comme accident du travail. Il a fait l'objet d'une présentation au 33e Congrès national de santé au travail en juin 2014 à Lille.

## Traitements
Il n'existe pas encore de traitement officiellement validé.
- Thérapie sonore : le port de générateur de bruit blanc pour traiter l'hyperacousie; thérapie appelée TRT (ou thérapie sonore) utilisée contre les acouphènes et l'hyperacousie.
- Thérapie psychologique : les psychothérapies cognitivo-comportementales appelée TCC ou thérapie psychologique.

Cependant, les résultats de ces thérapies ne serait pas très convaincants[réf. nécessaire].

## Média
Une émission radio en Suisse (la 1re) a consacré un épisode au choc acoustique en 2014.